# Versatile (musikalbum)
Versatile är ett musikalbum av Van Morrison som utgavs i december 2017. Albumet är hans trettioåttonde studioalbum och också hans andra studioalbum 2017 efter att skivan Roll with the Punches utgetts i september samma år. Versatile innehåller främst amerikanska jazzstandards, men även fem egenskrivna låtar. Albumet fick ett blandat, men mestadels positivt mottagande i musikpressen och snittar på betyget 68/100 på Metacritic.

## Låtlista
(upphovsman inom parentes)
1. "Broken Record" (Morrison)
2. "A Foggy Day" (George Gershwin/Ira Gershwin)
3. "Let's Get Lost" (Jimmy McHugh/Frank Loesser)
4. "Bye Bye Blackbird" (Ray Henderson/Mort Dixon)
5. "Skye Boat Song" (Trad. arr. Morrison)
6. "Take It Easy Baby" (Morrison)
7. "Makin' Whoopee" (Gus Kahn/Walter Donaldson)
8. "I Get a Kick Out of You" (Cole Porter)
9. "I Forgot That Love Existed" (Morrison)
10. "Unchained Melody" (Alex North/Hy Zaret)
11. "Start All Over Again" (Morrison)
12. "Only a Dream" (Morrison)
13. "Affirmation" (Morrison)
14. "The Party's Over" (Jule Styne/Betty Comden/Adolph Green)
15. "I Left My Heart in San Francisco" (George Cory/Douglass Cross)
16. "They Can't Take That Away from Me" (G. Gershwin/I. Gershwin)

## Listplaceringar
- Billboard 200, USA: #119[2]
- UK Albums Chart, Storbritannien: #38[3]
- Sverigetopplistan, Sverige: #50[4]